# Dar Yaghmouracene
Dar Yaghmouracene (en arabe : دار يغمراسن, « maison de Yaghmouracene ») est une commune de la wilaya de Tlemcen en Algérie.

## Géographie

### Situation
Le territoire de la commune de Dar Yaghmouracene est situé au nord de la wilaya de Tlemcen, à environ 50 km à vol d'oiseau au nord-ouest de Tlemcen.
|           | Mer Méditerranée  |         |
| Ghazaouet | Dar Yaghmouracene | Honaïne |
|           | Nedroma           |         |

### Localités de la commune
En 1984, la commune de Dar Yaghmouracene est constituée à partir des localités suivantes :
- Dar Yaghmouracene
- Dar Bentata
- El Bor (chef-lieu)
- Sidna Youchaa
- Ziatene
- Fedden El Chikh
- Ghellalssa
- Dar Sammoud
- Aricha
- Bab Kroufa
- Houaza
- Dar Settout
- Mezaoura
- Ouled Guenineche
- Ouled Ali
- Zerga Bahloul